# Milano-Torino 2024
Milano-Torino 2024 var den 105. udgave af det italienske cykelløb Milano-Torino. Det blev kørt den 13. marts 2024 med mål i Salassa, i nærheden af Torino i regionen Piemonte. Løbet var en del af UCI ProSeries 2024. Løbet blev vundet af italienske Alberto Bettiol fra EF Education-EasyPost.

## Resultater
| \| Samlede stilling \| Samlede stilling \| Samlede stilling \| Samlede stilling \| Samlede stilling \| \| Rytter \| Rytter \| Hold \| Tid \| \| \| ---------------- \| ------------------ \| ----------------------------- \| ---------------- \| ---------------- \| \| 1. \| Alberto Bettiol \| EF Education-EasyPost \| 3t 54' 13" \| \| \| 2. \| Jan Christen \| UAE Team Emirates \| + 7" \| \| \| 3. \| Marc Hirschi \| UAE Team Emirates \| + 9" \| \| \| 4. \| Diego Ulissi \| UAE Team Emirates \| + 9" \| \| \| 5. \| Kevin Vermaerke \| Team dsm-firmenich PostNL \| + 9" \| \| \| 6. \| Gianluca Brambilla \| Q36.5 Pro Cycling Team \| + 9" \| \| \| 7. \| Emil Herzog \| Bora-Hansgrohe \| + 9" \| \| \| 8. \| Martin Marcellusi \| VF Group-Bardiani CSF-Faizanè \| + 9" \| \| \| 9. \| Nick Schultz \| Israel-Premier Tech \| + 9" \| \| \| 10. \| Frederik Wandahl \| Bora-Hansgrohe \| + 9" \| \| |                    |                               |            |
| |                    |                               |            |
| Kilde: ProCyclingStats |                    |                               |            |
| Samlede stilling |                    |                               |            |
| Rytter | Rytter             | Hold                          | Tid        |
| 1. | Alberto Bettiol    | EF Education-EasyPost         | 3t 54' 13" |
| 2. | Jan Christen       | UAE Team Emirates             | + 7"       |
| 3. | Marc Hirschi       | UAE Team Emirates             | + 9"       |
| 4. | Diego Ulissi       | UAE Team Emirates             | + 9"       |
| 5. | Kevin Vermaerke    | Team dsm-firmenich PostNL     | + 9"       |
| 6. | Gianluca Brambilla | Q36.5 Pro Cycling Team        | + 9"       |
| 7. | Emil Herzog        | Bora-Hansgrohe                | + 9"       |
| 8. | Martin Marcellusi  | VF Group-Bardiani CSF-Faizanè | + 9"       |
| 9. | Nick Schultz       | Israel-Premier Tech           | + 9"       |
| 10. | Frederik Wandahl   | Bora-Hansgrohe                | + 9"       |

## Hold og ryttere
| UCI WorldTeams (9)- Arkéa-B&B Hotels - Astana Qazaqstan Team - Bora-Hansgrohe - Cofidis - EF Education-EasyPost - Intermarché-Wanty - Movistar Team - Team dsm-firmenich PostNL - UAE Team Emirates UCI ProTeams (9)- Bingoal WB - Polti Kometa - Tudor Pro Cycling Team - Uno-X Mobility - VF Group-Bardiani CSF-Faizané - TotalEnergies - Corratec-Vini Fantini - Israel-Premier Tech - Q36.5 Pro Cycling Team |
| |

### Danske ryttere
| Danske ryttere på startlisten |                  |                       |           |
| Rygnummer                     | Rytter           | Hold                  | Placering |
| 6                             | Michael Mørkøv   | Astana Qazaqstan Team | 115       |
| 37                            | Frederik Wandahl | Bora-Hansgrohe        | 10        |
| 144                           | Alexander Kamp   | Tudor Pro Cycling     | DNF       |

* DNF = gennemførte ikke

### Startliste
| Astana Qazaqstan Team AST | Astana Qazaqstan Team AST         | Astana Qazaqstan Team AST |
| ------------------------- | --------------------------------- | ------------------------- |
| Nr.                       | Rytter                            | Placering                 |
| 1                         | Mark Cavendish (GBR)              | DNF                       |
| 2                         | Cees Bol (NED)                    | 19.                       |
| 3                         | Michele Gazzoli (ITA)             | 49.                       |
| 4                         | Aleksej Lutsenko (KAZ) (landevej) | 11.                       |
| 5                         | Harold Martín López (ECU)         | 40.                       |
| 6                         | Michael Mørkøv (DEN)              | 115.                      |
| 7                         | Santiago Umba (COL)               | 67.                       |

| Arkéa-B&B Hotels ARK | Arkéa-B&B Hotels ARK   | Arkéa-B&B Hotels ARK |
| -------------------- | ---------------------- | -------------------- |
| Nr.                  | Rytter                 | Placering            |
| 11                   | Arnaud Démare (FRA)    | 17.                  |
| 12                   | Louis Barré (FRA)      | 51.                  |
| 13                   | Donavan Grondin (FRA)  | 82.                  |
| 14                   | Hubert Grygowski (POL) | 91.                  |
| 15                   | Mathis Le Berre (FRA)  | 53.                  |
| 16                   | Łukasz Owsian (POL)    | 110.                 |
| 17                   | Miles Scotson (AUS)    | 109.                 |

| Bingoal WB BWB | Bingoal WB BWB        | Bingoal WB BWB |
| -------------- | --------------------- | -------------- |
| Nr.            | Rytter                | Placering      |
| 21             | Davide Persico (ITA)  | 89.            |
| 22             | Floris De Tier (BEL)  | 12.            |
| 23             | Louka Matthys (BEL)   | 36.            |
| 24             | Johan Meens (BEL)     | 29.            |
| 25             | Lennert Teugels (BEL) | 30.            |
| 26             | Marco Tizza (ITA)     | 43.            |
| 27             | Giacomo Villa (ITA)   | 28.            |

| Bora-Hansgrohe BOH | Bora-Hansgrohe BOH     | Bora-Hansgrohe BOH |
| ------------------ | ---------------------- | ------------------ |
| Nr.                | Rytter                 | Placering          |
| 31                 | Bob Jungels (LUX)      | 15.                |
| 32                 | Alexander Hajek (AUT)  | 46.                |
| 33                 | Emil Herzog (GER)      | 7.                 |
| 34                 | Florian Lipowitz (GER) | 14.                |
| 35                 | Luis-Joe Lührs (GER)   | 70.                |
| 36                 | Anton Palzer (GER)     | 45.                |
| 37                 | Frederik Wandahl (DEN) | 10.                |

| Cofidis COF | Cofidis COF           | Cofidis COF |
| ----------- | --------------------- | ----------- |
| Nr.         | Rytter                | Placering   |
| 41          | Bryan Coquard (FRA)   | 20.         |
| 42          | Thomas Champion (FRA) | 95.         |
| 43          | Rubén Fernández (ESP) | DNS         |
| 44          | Simon Geschke (GER)   | 50.         |
| 45          | Stefano Oldani (ITA)  | 60.         |
| 46          | Benjamin Thomas (FRA) | 33.         |
| 47          | Axel Zingle (FRA)     | 119.        |

| Team Corratec-Vini Fantini COR | Team Corratec-Vini Fantini COR | Team Corratec-Vini Fantini COR |
| ------------------------------ | ------------------------------ | ------------------------------ |
| Nr.                            | Rytter                         | Placering                      |
| 51                             | Kristian Sbaragli (ITA)        | 25.                            |
| 52                             | Matteo Amella (ITA)            | 87.                            |
| 53                             | Valerio Conti (ITA)            | 64.                            |
| 54                             | Alessandro Iacchi (ITA)        | 114.                           |
| 55                             | Marco Murgano (ITA)            | 93.                            |
| 56                             | Lorenzo Quartucci (ITA)        | 59.                            |
| 57                             | Samuele Zambelli (ITA)         | 113.                           |

| EF Education-EasyPost EFE | EF Education-EasyPost EFE          | EF Education-EasyPost EFE |
| ------------------------- | ---------------------------------- | ------------------------- |
| Nr.                       | Rytter                             | Placering                 |
| 61                        | Andrey Amador (CRC)                | 104.                      |
| 62                        | Stefan de Bod (RSA)                | 38.                       |
| 63                        | Lukas Nerurkar (GBR)               | 106.                      |
| 64                        | Alberto Bettiol (ITA)              | 1.                        |
| 65                        | Yuhi Todome (JPN)                  | 62.                       |
| 66                        | Marijn van den Berg (NED)          | 79.                       |
| 67                        | Jardi Christiaan van der Lee (NED) | DNS                       |

| Intermarché-Wanty IWA | Intermarché-Wanty IWA | Intermarché-Wanty IWA |
| --------------------- | --------------------- | --------------------- |
| Nr.                   | Rytter                | Placering             |
| 71                    | Arne Marit (BEL)      | 56.                   |
| 72                    | Kevin Colleoni (ITA)  | 85.                   |
| 73                    | Simone Gualdi (ITA)   | 34.                   |
| 74                    | Rune Herregodts (BEL) | 90.                   |
| 75                    | Tom Paquot (BEL)      | 92.                   |
| 76                    | Dion Smith (NZL)      | 105.                  |
| 77                    | Gijs Van Hoecke (BEL) | 99.                   |

| Israel-Premier Tech IPT | Israel-Premier Tech IPT          | Israel-Premier Tech IPT |
| ----------------------- | -------------------------------- | ----------------------- |
| Nr.                     | Rytter                           | Placering               |
| 81                      | Ethan Vernon (GBR)               | 63.                     |
| 82                      | Pier-André Côté (CAN) (landevej) | 23.                     |
| 83                      | Moritz Kretschy (GER)            | 100.                    |
| 84                      | Nadav Raisberg (ISR)             | 39.                     |
| 85                      | Nick Schultz (AUS)               | 9.                      |
| 86                      | Riley Sheehan (USA)              | 48.                     |
| 87                      | Jake Stewart (GBR)               | 18.                     |

| Movistar Team MOV | Movistar Team MOV         | Movistar Team MOV |
| ----------------- | ------------------------- | ----------------- |
| Nr.               | Rytter                    | Placering         |
| 91                | Iván García Cortina (ESP) | 81.               |
| 92                | Carlos Canal (ESP)        | 26.               |
| 93                | Davide Cimolai (ITA)      | 80.               |
| 94                | Lorenzo Milesi (ITA)      | 86.               |
| 95                | Sergio Samitier (ESP)     | 44.               |
| 96                | Gonzalo Serrano (ESP)     | 24.               |
| 97                | Einer Rubio (COL)         | 13.               |

| Q36.5 Pro Cycling Team Q36 | Q36.5 Pro Cycling Team Q36 | Q36.5 Pro Cycling Team Q36 |
| -------------------------- | -------------------------- | -------------------------- |
| Nr.                        | Rytter                     | Placering                  |
| 101                        | Matteo Badilatti (SUI)     | 42.                        |
| 102                        | Gianluca Brambilla (ITA)   | 6.                         |
| 103                        | Walter Calzoni (ITA)       | 58.                        |
| 104                        | Marcel Camprubí (ESP)      | 108.                       |
| 105                        | Alessandro Fancellu (ITA)  | 69.                        |
| 106                        | Nicolò Parisini (ITA)      | 21.                        |
| 107                        | Joey Rosskopf (USA)        | 101.                       |

| Team dsm-firmenich PostNL DFP | Team dsm-firmenich PostNL DFP | Team dsm-firmenich PostNL DFP |
| ----------------------------- | ----------------------------- | ----------------------------- |
| Nr.                           | Rytter                        | Placering                     |
| 111                           | Casper van Uden (NED)         | 55.                           |
| 112                           | Alexander Edmondson (AUS)     | 118.                          |
| 113                           | Milan Kadlec (CZE)            | 111.                          |
| 114                           | Enzo Leijnse (NED)            | 83.                           |
| 115                           | Patrick Bevin (NZL)           | 102.                          |
| 116                           | Benjamin Peatfield (GBR)      | 107.                          |
| 117                           | Kevin Vermaerke (USA)         | 5.                            |

| Team Polti Kometa PTK | Team Polti Kometa PTK    | Team Polti Kometa PTK |
| --------------------- | ------------------------ | --------------------- |
| Nr.                   | Rytter                   | Placering             |
| 121                   | Davide Bais (ITA)        | 27.                   |
| 122                   | Mattia Bais (ITA)        | 65.                   |
| 123                   | Germán Darío Gómez (COL) | 61.                   |
| 124                   | Giovanni Lonardi (ITA)   | 66.                   |
| 125                   | Mirco Maestri (ITA)      | 74.                   |
| 126                   | Andrea Pietrobon (ITA)   | 35.                   |
| 127                   | Diego Sevilla (ESP)      | 77.                   |

| TotalEnergies TEN | TotalEnergies TEN       | TotalEnergies TEN |
| ----------------- | ----------------------- | ----------------- |
| Nr.               | Rytter                  | Placering         |
| 131               | Valentin Ferron (FRA)   | 54.               |
| 132               | Fabien Doubey (FRA)     | 37.               |
| 133               | Fabien Grellier (FRA)   | 52.               |
| 134               | Émilien Jeannière (FRA) | 88.               |
| 135               | Julien Simon (FRA)      | 72.               |
| 136               | Jason Tesson (FRA)      | 112.              |
| 137               | Mattéo Vercher (FRA)    | 96.               |

| Tudor Pro Cycling Team TUD | Tudor Pro Cycling Team TUD | Tudor Pro Cycling Team TUD |
| -------------------------- | -------------------------- | -------------------------- |
| Nr.                        | Rytter                     | Placering                  |
| 141                        | Simon Pellaud (SUI)        | 103.                       |
| 142                        | Aloïs Charrin (FRA)        | 116.                       |
| 143                        | Robin Froidevaux (SUI)     | 22.                        |
| 144                        | Alexander Kamp (DEN)       | DNF                        |
| 145                        | Alexander Krieger (GER)    | DNS                        |
| 146                        | Roland Thalmann (SUI)      | 73.                        |
| 147                        | Fabian Weiss (SUI)         | 94.                        |

| UAE Team Emirates UAD | UAE Team Emirates UAD         | UAE Team Emirates UAD |
| --------------------- | ----------------------------- | --------------------- |
| Nr.                   | Rytter                        | Placering             |
| 151                   | Marc Hirschi (SUI) (landevej) | 3.                    |
| 152                   | Sjoerd Bax (NED)              | 75.                   |
| 153                   | Jan Christen (SUI)            | 2.                    |
| 154                   | Gal Glivar (SLO)              | 71.                   |
| 155                   | Vegard Stake Laengen (NOR)    | 76.                   |
| 156                   | Pablo Torres (ESP)            | DNF                   |
| 157                   | Diego Ulissi (ITA)            | 4.                    |

| Uno-X Mobility UXM | Uno-X Mobility UXM                | Uno-X Mobility UXM |
| ------------------ | --------------------------------- | ------------------ |
| Nr.                | Rytter                            | Placering          |
| 161                | Alexander Kristoff (NOR)          | 16.                |
| 162                | Jonas Abrahamsen (NOR)            | 68.                |
| 163                | Fredrik Dversnes (NOR) (landevej) | 31.                |
| 164                | Stian Fredheim (NOR)              | 57.                |
| 165                | Odd Christian Eiking (NOR)        | 47.                |
| 167                | Søren Wærenskjold (NOR)           | 117.               |

| VF Group-Bardiani CSF-Faizanè VBF | VF Group-Bardiani CSF-Faizanè VBF | VF Group-Bardiani CSF-Faizanè VBF |
| --------------------------------- | --------------------------------- | --------------------------------- |
| Nr.                               | Rytter                            | Placering                         |
| 171                               | Lorenzo Conforti (ITA)            | 84.                               |
| 172                               | Filippo Magli (ITA)               | 32.                               |
| 173                               | Martin Marcellusi (ITA)           | 8.                                |
| 174                               | Alessio Martinelli (ITA)          | 41.                               |
| 175                               | Mattia Pinazzi (ITA)              | 98.                               |
| 176                               | Manuele Tarozzi (ITA)             | 78.                               |
| 177                               | Enrico Zanoncello (ITA)           | 97.                               |

| Astana Qazaqstan Team AST | Astana Qazaqstan Team AST         | Astana Qazaqstan Team AST |
| ------------------------- | --------------------------------- | ------------------------- |
| Nr.                       | Rytter                            | Placering                 |
| 1                         | Mark Cavendish (GBR)              | DNF                       |
| 2                         | Cees Bol (NED)                    | 19.                       |
| 3                         | Michele Gazzoli (ITA)             | 49.                       |
| 4                         | Aleksej Lutsenko (KAZ) (landevej) | 11.                       |
| 5                         | Harold Martín López (ECU)         | 40.                       |
| 6                         | Michael Mørkøv (DEN)              | 115.                      |
| 7                         | Santiago Umba (COL)               | 67.                       |

| Arkéa-B&B Hotels ARK | Arkéa-B&B Hotels ARK   | Arkéa-B&B Hotels ARK |
| -------------------- | ---------------------- | -------------------- |
| Nr.                  | Rytter                 | Placering            |
| 11                   | Arnaud Démare (FRA)    | 17.                  |
| 12                   | Louis Barré (FRA)      | 51.                  |
| 13                   | Donavan Grondin (FRA)  | 82.                  |
| 14                   | Hubert Grygowski (POL) | 91.                  |
| 15                   | Mathis Le Berre (FRA)  | 53.                  |
| 16                   | Łukasz Owsian (POL)    | 110.                 |
| 17                   | Miles Scotson (AUS)    | 109.                 |

| Bingoal WB BWB | Bingoal WB BWB        | Bingoal WB BWB |
| -------------- | --------------------- | -------------- |
| Nr.            | Rytter                | Placering      |
| 21             | Davide Persico (ITA)  | 89.            |
| 22             | Floris De Tier (BEL)  | 12.            |
| 23             | Louka Matthys (BEL)   | 36.            |
| 24             | Johan Meens (BEL)     | 29.            |
| 25             | Lennert Teugels (BEL) | 30.            |
| 26             | Marco Tizza (ITA)     | 43.            |
| 27             | Giacomo Villa (ITA)   | 28.            |

| Bora-Hansgrohe BOH | Bora-Hansgrohe BOH     | Bora-Hansgrohe BOH |
| ------------------ | ---------------------- | ------------------ |
| Nr.                | Rytter                 | Placering          |
| 31                 | Bob Jungels (LUX)      | 15.                |
| 32                 | Alexander Hajek (AUT)  | 46.                |
| 33                 | Emil Herzog (GER)      | 7.                 |
| 34                 | Florian Lipowitz (GER) | 14.                |
| 35                 | Luis-Joe Lührs (GER)   | 70.                |
| 36                 | Anton Palzer (GER)     | 45.                |
| 37                 | Frederik Wandahl (DEN) | 10.                |

| Cofidis COF | Cofidis COF           | Cofidis COF |
| ----------- | --------------------- | ----------- |
| Nr.         | Rytter                | Placering   |
| 41          | Bryan Coquard (FRA)   | 20.         |
| 42          | Thomas Champion (FRA) | 95.         |
| 43          | Rubén Fernández (ESP) | DNS         |
| 44          | Simon Geschke (GER)   | 50.         |
| 45          | Stefano Oldani (ITA)  | 60.         |
| 46          | Benjamin Thomas (FRA) | 33.         |
| 47          | Axel Zingle (FRA)     | 119.        |

| Team Corratec-Vini Fantini COR | Team Corratec-Vini Fantini COR | Team Corratec-Vini Fantini COR |
| ------------------------------ | ------------------------------ | ------------------------------ |
| Nr.                            | Rytter                         | Placering                      |
| 51                             | Kristian Sbaragli (ITA)        | 25.                            |
| 52                             | Matteo Amella (ITA)            | 87.                            |
| 53                             | Valerio Conti (ITA)            | 64.                            |
| 54                             | Alessandro Iacchi (ITA)        | 114.                           |
| 55                             | Marco Murgano (ITA)            | 93.                            |
| 56                             | Lorenzo Quartucci (ITA)        | 59.                            |
| 57                             | Samuele Zambelli (ITA)         | 113.                           |

| EF Education-EasyPost EFE | EF Education-EasyPost EFE          | EF Education-EasyPost EFE |
| ------------------------- | ---------------------------------- | ------------------------- |
| Nr.                       | Rytter                             | Placering                 |
| 61                        | Andrey Amador (CRC)                | 104.                      |
| 62                        | Stefan de Bod (RSA)                | 38.                       |
| 63                        | Lukas Nerurkar (GBR)               | 106.                      |
| 64                        | Alberto Bettiol (ITA)              | 1.                        |
| 65                        | Yuhi Todome (JPN)                  | 62.                       |
| 66                        | Marijn van den Berg (NED)          | 79.                       |
| 67                        | Jardi Christiaan van der Lee (NED) | DNS                       |

| Intermarché-Wanty IWA | Intermarché-Wanty IWA | Intermarché-Wanty IWA |
| --------------------- | --------------------- | --------------------- |
| Nr.                   | Rytter                | Placering             |
| 71                    | Arne Marit (BEL)      | 56.                   |
| 72                    | Kevin Colleoni (ITA)  | 85.                   |
| 73                    | Simone Gualdi (ITA)   | 34.                   |
| 74                    | Rune Herregodts (BEL) | 90.                   |
| 75                    | Tom Paquot (BEL)      | 92.                   |
| 76                    | Dion Smith (NZL)      | 105.                  |
| 77                    | Gijs Van Hoecke (BEL) | 99.                   |

| Israel-Premier Tech IPT | Israel-Premier Tech IPT          | Israel-Premier Tech IPT |
| ----------------------- | -------------------------------- | ----------------------- |
| Nr.                     | Rytter                           | Placering               |
| 81                      | Ethan Vernon (GBR)               | 63.                     |
| 82                      | Pier-André Côté (CAN) (landevej) | 23.                     |
| 83                      | Moritz Kretschy (GER)            | 100.                    |
| 84                      | Nadav Raisberg (ISR)             | 39.                     |
| 85                      | Nick Schultz (AUS)               | 9.                      |
| 86                      | Riley Sheehan (USA)              | 48.                     |
| 87                      | Jake Stewart (GBR)               | 18.                     |

| Movistar Team MOV | Movistar Team MOV         | Movistar Team MOV |
| ----------------- | ------------------------- | ----------------- |
| Nr.               | Rytter                    | Placering         |
| 91                | Iván García Cortina (ESP) | 81.               |
| 92                | Carlos Canal (ESP)        | 26.               |
| 93                | Davide Cimolai (ITA)      | 80.               |
| 94                | Lorenzo Milesi (ITA)      | 86.               |
| 95                | Sergio Samitier (ESP)     | 44.               |
| 96                | Gonzalo Serrano (ESP)     | 24.               |
| 97                | Einer Rubio (COL)         | 13.               |

| Q36.5 Pro Cycling Team Q36 | Q36.5 Pro Cycling Team Q36 | Q36.5 Pro Cycling Team Q36 |
| -------------------------- | -------------------------- | -------------------------- |
| Nr.                        | Rytter                     | Placering                  |
| 101                        | Matteo Badilatti (SUI)     | 42.                        |
| 102                        | Gianluca Brambilla (ITA)   | 6.                         |
| 103                        | Walter Calzoni (ITA)       | 58.                        |
| 104                        | Marcel Camprubí (ESP)      | 108.                       |
| 105                        | Alessandro Fancellu (ITA)  | 69.                        |
| 106                        | Nicolò Parisini (ITA)      | 21.                        |
| 107                        | Joey Rosskopf (USA)        | 101.                       |

| Team dsm-firmenich PostNL DFP | Team dsm-firmenich PostNL DFP | Team dsm-firmenich PostNL DFP |
| ----------------------------- | ----------------------------- | ----------------------------- |
| Nr.                           | Rytter                        | Placering                     |
| 111                           | Casper van Uden (NED)         | 55.                           |
| 112                           | Alexander Edmondson (AUS)     | 118.                          |
| 113                           | Milan Kadlec (CZE)            | 111.                          |
| 114                           | Enzo Leijnse (NED)            | 83.                           |
| 115                           | Patrick Bevin (NZL)           | 102.                          |
| 116                           | Benjamin Peatfield (GBR)      | 107.                          |
| 117                           | Kevin Vermaerke (USA)         | 5.                            |

| Team Polti Kometa PTK | Team Polti Kometa PTK    | Team Polti Kometa PTK |
| --------------------- | ------------------------ | --------------------- |
| Nr.                   | Rytter                   | Placering             |
| 121                   | Davide Bais (ITA)        | 27.                   |
| 122                   | Mattia Bais (ITA)        | 65.                   |
| 123                   | Germán Darío Gómez (COL) | 61.                   |
| 124                   | Giovanni Lonardi (ITA)   | 66.                   |
| 125                   | Mirco Maestri (ITA)      | 74.                   |
| 126                   | Andrea Pietrobon (ITA)   | 35.                   |
| 127                   | Diego Sevilla (ESP)      | 77.                   |

| TotalEnergies TEN | TotalEnergies TEN       | TotalEnergies TEN |
| ----------------- | ----------------------- | ----------------- |
| Nr.               | Rytter                  | Placering         |
| 131               | Valentin Ferron (FRA)   | 54.               |
| 132               | Fabien Doubey (FRA)     | 37.               |
| 133               | Fabien Grellier (FRA)   | 52.               |
| 134               | Émilien Jeannière (FRA) | 88.               |
| 135               | Julien Simon (FRA)      | 72.               |
| 136               | Jason Tesson (FRA)      | 112.              |
| 137               | Mattéo Vercher (FRA)    | 96.               |

| Tudor Pro Cycling Team TUD | Tudor Pro Cycling Team TUD | Tudor Pro Cycling Team TUD |
| -------------------------- | -------------------------- | -------------------------- |
| Nr.                        | Rytter                     | Placering                  |
| 141                        | Simon Pellaud (SUI)        | 103.                       |
| 142                        | Aloïs Charrin (FRA)        | 116.                       |
| 143                        | Robin Froidevaux (SUI)     | 22.                        |
| 144                        | Alexander Kamp (DEN)       | DNF                        |
| 145                        | Alexander Krieger (GER)    | DNS                        |
| 146                        | Roland Thalmann (SUI)      | 73.                        |
| 147                        | Fabian Weiss (SUI)         | 94.                        |

| UAE Team Emirates UAD | UAE Team Emirates UAD         | UAE Team Emirates UAD |
| --------------------- | ----------------------------- | --------------------- |
| Nr.                   | Rytter                        | Placering             |
| 151                   | Marc Hirschi (SUI) (landevej) | 3.                    |
| 152                   | Sjoerd Bax (NED)              | 75.                   |
| 153                   | Jan Christen (SUI)            | 2.                    |
| 154                   | Gal Glivar (SLO)              | 71.                   |
| 155                   | Vegard Stake Laengen (NOR)    | 76.                   |
| 156                   | Pablo Torres (ESP)            | DNF                   |
| 157                   | Diego Ulissi (ITA)            | 4.                    |

| Uno-X Mobility UXM | Uno-X Mobility UXM                | Uno-X Mobility UXM |
| ------------------ | --------------------------------- | ------------------ |
| Nr.                | Rytter                            | Placering          |
| 161                | Alexander Kristoff (NOR)          | 16.                |
| 162                | Jonas Abrahamsen (NOR)            | 68.                |
| 163                | Fredrik Dversnes (NOR) (landevej) | 31.                |
| 164                | Stian Fredheim (NOR)              | 57.                |
| 165                | Odd Christian Eiking (NOR)        | 47.                |
| 167                | Søren Wærenskjold (NOR)           | 117.               |

| VF Group-Bardiani CSF-Faizanè VBF | VF Group-Bardiani CSF-Faizanè VBF | VF Group-Bardiani CSF-Faizanè VBF |
| --------------------------------- | --------------------------------- | --------------------------------- |
| Nr.                               | Rytter                            | Placering                         |
| 171                               | Lorenzo Conforti (ITA)            | 84.                               |
| 172                               | Filippo Magli (ITA)               | 32.                               |
| 173                               | Martin Marcellusi (ITA)           | 8.                                |
| 174                               | Alessio Martinelli (ITA)          | 41.                               |
| 175                               | Mattia Pinazzi (ITA)              | 98.                               |
| 176                               | Manuele Tarozzi (ITA)             | 78.                               |
| 177                               | Enrico Zanoncello (ITA)           | 97.                               |